# Zhuo Lin

Zhuo Lin (1979)

Zhuo Lin (chinesisch 卓琳, Pinyin Zhuó Lín, W.-G. Chuo Lin; * 6. April 1916 in der Provinz Yunnan, Republik China; † 29. Juli 2009 in Peking, Volksrepublik China) war die dritte Frau von Deng Xiaoping.
Zhuo Lin war die Tochter eines Industriellen und wurde 1938 Mitglied der Kommunistischen Partei Chinas. Im folgenden Jahr heiratete sie Deng vor Maos Höhlenbehausung in Yan’an. Sie bekam fünf Kinder, die drei Töchter Deng Lin, Deng Nan und Deng Rong, sowie die Söhne Deng Pufang und Deng Zhifang.